# BEST9
『BEST9』（ベストナイン）は、9nineの1枚目のベストアルバム。2016年6月22日にSME Recordsから発売された。

## 概要
アルバムリリースとしては前作「MAGI9 PLAYLAND」から約2年ぶりとなり、また川島海荷の在籍する5人編成での最後の作品。『通常盤』のほか、「SME Records」移籍後にリリースされた全シングル表題曲のミュージック・ビデオを収録したBlu-ray、もしくはDVDと2枚組の『初回生産限定盤A』『初回生産限定盤B』、フォトブックレット付の『初回生産限定盤C』の4形態で発売された。

## 収録曲
CD・映像ディスク共に同内容。
1. Cross Over [4:47]
作詞：前澤希 / 作曲：古川貴浩 / 編曲：釣俊輔
振付：Junko☆ / MV監督：UGICHIN
2. SHINING☆STAR [3:37]
作詞・作曲：網本ナオノブ / 編曲：大西省吾
振付：Ruu / MV監督：UGICHIN
3. 夏 wanna say love U [4:23]
作詞：tzk / 作曲・編曲：高橋浩一郎
振付：ERI / MV監督：久保茂昭
4. チクタク☆2NITE [3:36]
作詞・作曲：サイトウヨシヒロ / 編曲：高橋浩一郎
振付：木下菜津子 / MV監督：多田卓也
5. 少女トラベラー [4:42]
作詞：tzk / 作曲・編曲：高橋浩一郎
振付：suzuyaka / MV監督：多田卓也
6. 流星のくちづけ [5:07]
作詞：市川喜康 / 作曲：TSUKASA / 編曲：ha-j
振付：YOSHIKO / MV監督：福居英晃
7. イーアル!キョンシー feat.好好!キョンシーガール [3:35]
作詞：酒井健作・濱谷晃一 / 作曲：岩崎太整 / 編曲：高野政所 a.k.a DJ JET BARON
振付：振付稼業air:man / MV監督：上田大樹
8. Brave [4:13]
作詞：市川喜康 / 作曲：加藤裕介 / 編曲：鈴木雅也
振付：ただこ / MV監督：福居英晃
9. White Wishes [5:20]
作詞：小林夏海 / 作曲：浅利進吾 / 編曲：ha-j
振付：YOSHIKO / MV監督：福居英晃
10. colorful [4:33]
作詞：U-ka / 作曲：巴川貴裕 / 編曲：飛内将大
MV監督：瀬里義治
11. Evolution No.9 [3:57]
作詞・作曲：101 / 編曲：101・中村タイチ
振付：suzuyaka / MV監督：ムラカミタツヤ
12. Re: [4:56]
作詞・作曲：OZO / 編曲：遠山輔・101
振付：CHEW & CEEEEESE CAKE / MV監督：二宮"NINO"大輔
13. With You/With Me [4:39]
作詞・作曲：OZO / 編曲：遠山輔
振付：CHEW & CEEEEESE CAKE / MV監督：二宮"NINO"大輔
14. HAPPY 7 DAYS [3:29]
作詞：岡田マリア / 作曲・編曲：CLARABELL
振付：CHEW / MV監督：関和亮
15. MY ONLY ONE [3:47]
作詞：岡田マリア / 作曲・編曲：CLARABELL
振付：左 -HIDALI- / MV監督：ZUMI
16. 愛 愛 愛 [4:33]
作詞・作曲：津波幸平 / 編曲：Markus Bogelund
振付：CHEW / MV監督：多田卓也